# تصادم قطاري قليوب 2006
حادث تصادم قطاري قليوب حدث في قليوب شمال القاهرة في مصر في 21 أغسطس 2006، حيث إصطدم قطاران للركاب خلال ساعات الذروة الصباحية، مسفرا عن مقتل 58 شخصا وجرح أكثر من 143.